# Élections législatives de 2005 au Haut-Karabakh
 (janvier 2024).
La mise en forme du texte ne suit pas les recommandations de Wikipédia : il faut le « wikifier ».
Les points d'amélioration suivants sont les cas les plus fréquents. Le détail des points à revoir est peut-être précisé sur la page de discussion.
- Les titres sont pré-formatés par le logiciel. Ils ne sont ni en capitales, ni en gras.
- Le texte ne doit pas être écrit en capitales (les noms de famille non plus), ni en gras, ni en italique, ni en « petit »…
- Le gras n'est utilisé que pour surligner le titre de l'article dans l'introduction, une seule fois.
- L'italique est rarement utilisé : mots en langue étrangère, titres d'œuvres, noms de bateaux, etc.
- Les citations ne sont pas en italique mais en corps de texte normal. Elles sont entourées par des guillemets français : « et ».
- Les listes à puces sont à éviter, des paragraphes rédigés étant largement préférés. Les tableaux sont à réserver à la présentation de données structurées (résultats, etc.).
- Les appels de note de bas de page (petits chiffres en exposant, introduits par l'outil «  Source ») sont à placer entre la fin de phrase et le point final[comme ça].
- Les liens internes (vers d'autres articles de Wikipédia) sont à choisir avec parcimonie. Créez des liens vers des articles approfondissant le sujet. Les termes génériques sans rapport avec le sujet sont à éviter, ainsi que les répétitions de liens vers un même terme.
- Les liens externes sont à placer uniquement dans une section « Liens externes », à la fin de l'article. Ces liens sont à choisir avec parcimonie suivant les règles définies. Si un lien sert de source à l'article, son insertion dans le texte est à faire par les notes de bas de page.
- La présentation des références doit suivre les conventions bibliographiques. Il est recommandé d'utiliser les modèles {{Ouvrage}}, {{Chapitre}}, {{Article}}, {{Lien web}} et/ou {{Bibliographie}}. Le mode d'édition visuel peut mettre en forme automatiquement les références.
- Insérer une infobox (cadre d'informations à droite) n'est pas obligatoire pour parachever la mise en page.

Pour une aide détaillée, merci de consulter Aide:Wikification.
Si vous pensez que ces points ont été résolus, vous pouvez retirer ce bandeau et améliorer la mise en forme d'un autre article.
Les élections législatives ont eu lieu dans la République du Haut-Karabagh le 19 juin 2005. L'élection a permis aux  deux partis pro-gouvernementaux, le Parti démocratique d'Artsakh et la Patrie libre, de remporter une large majorité de sièges. L'opposition a critiqué le déroulement des élections.

## Contexte
Le Haut-Karabakh a déclaré son indépendance de l'Azerbaïdjan en 1991. La première guerre du Haut-Karabakh a eu lieu entre 1988 et 1994 et a abouti au Haut-Karabakh, avec le soutien de l'Arménie, à devenir de facto indépendant de l'Azerbaïdjan. Cependant, elle n'a pas été reconnue internationalement et l'Azerbaïdjan revendique toujours cette région comme faisant partie de son État. Le président du Haut-Karabakh en 2005, Arkadi Ghukasyan, a été élu en 1997 et réélu en 2002.
2005 a permis à la quatrième élection parlementaire au Haut-Karabakh de se dérouler et fut la première en vertu d'une nouvelle loi électorale qui, entre autres, introduisait des urnes transparentes. La Fédération révolutionnaire arménienne a coopéré avec le gouvernement jusqu'à ce que le seul membre du parti au gouvernement, Armen Sargsian, soit expulsé de son poste de ministre de l'Éducation en décembre 2004. Le parti devient alors un parti d'opposition. Les sondages annonçait un score important pour les partis d'oppositions lors des prochaines élections législatives après que le chef du parti d'opposition Mouvement 88, Eduard Aghabekian, ait été élu maire de Stepanakert en août 2004, battant un candidat soutenu par le gouvernement.

## Résultats
Les résultats ont donné une large majorité aux partis pro-gouvernementaux, le Parti Démocrate et la Patrie Libre qui ont remporté chacun 10 sièges. La plupart des indépendants soutiendront le gouvernement, tandis que l'opposition n'a remporté que 3 sièges, contre 9 sièges remportés par la Fédération révolutionnaire arménienne lors des dernières élections.
L'opposition a accusé le gouvernement de fraude électorale et d'avoir eu à recourir à des menaces de licenciement si les gens ne votaient pas dans leur camp. Un député de l'opposition a déclaré avec ironie que l'élection s'était déroulée avec "des irrégularités justes et transparentes". L'opposition a menacé de boycotter le Parlement mais n'a pas appelé à des manifestations de rue.

## Sources
1. ↑  « Karabakh holds disputed elections », BBC Online,‎ 19 juin 2005 (lire en ligne, consulté le 8 mars 2009)
2. 1 2  « Opposition Angry at Karabakh Poll », Institute for War and Peace Reporting, 23 juin 2005 (consulté le 8 mars 2009)
3. 1 2 3 4  « Nagorno-Karabakh: Legislative Polls Trigger Political Tensions », Radio Free Europe/Radio Liberty, 22 juin 2005 (consulté le 8 mars 2009)